# Rudolf Koelman

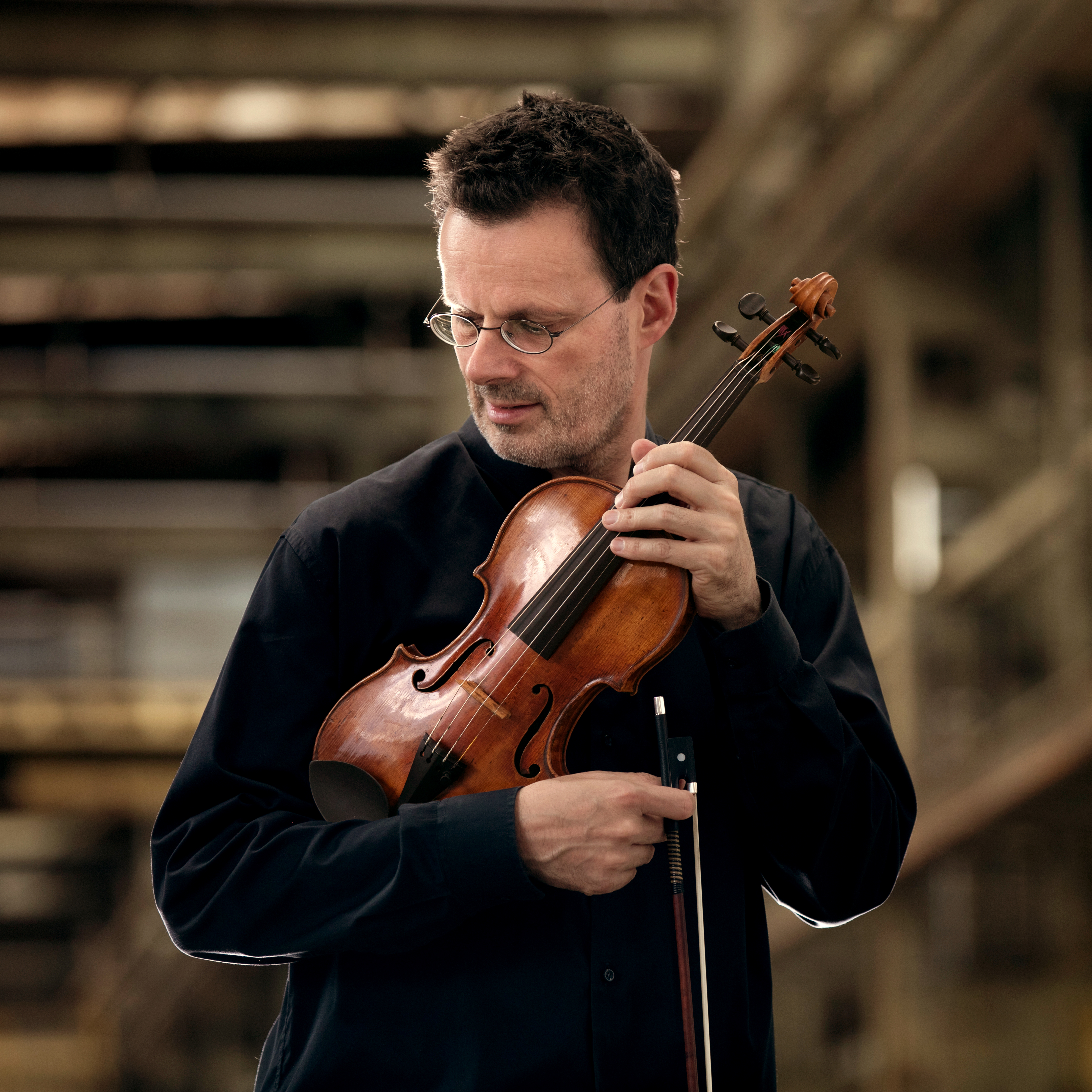
Rudolf Koelman en 2017

Rudolf Koelman (Ámsterdam, 2 de octubre de 1959) es un violinista neerlandés que ha desarrollado una amplia carrera como concertista, músico de cámara y docente. Se desempeña como maestro de la cátedra de violín en la Escuela Superior de las Artes de Zúrich (ZHdK) en Suiza.

## Biografía
Koelman estudió violín con Jan Bor y Herman Krebbers en Ámsterdam. A  los 18 años ganó una beca para estudiar con el afamado violinista Jascha Heifetz en la Universidad del sur de Carolina. Desde 1996 hasta 1999 fue el primer concertino de la Royal Concertgebouw Orchestra en Ámsterdam. Desde el 2000 hasta el 2005, fue profesor de violín y música de cámara en la Robert Schumman Hochschule en Düsseldorf, Alemania. Actualmente (desde 1987), es profesor de violín y música de cámara en el "Zürcher Hochschule der Künste" (ZHdK) más conocida como Universidad de Artes de Zúrich en Suiza donde también dirige la ZHdK Strings chamber orchestra. Koelman es frecuentemente invitado como miembro del panel de jurados para diversos concursos internacionales de violín y a clases magistrales alrededor de Europa, Asia y Australia.
Toca un violín hecho por Giovanni Francesco Pressenda en 1829 y el "Woolhouse" Stradivarius hecho en 1720.

## Profesor
Entre 1984 y 1989 fue profesor de violín y música de cámara en el Landeskonservatorium für Vorarlberg en Bregenz & Feldkich, Austria. 
De 2000 a 2005 profesor de violín y música de cámara en el Robert Schumann Hochschule en Düsseldorf, Alemania. (Profesor titular y puesto de por vida). 
Desde 1987 es profesor de violín y música de cámara, además de ser director de la ZHdK Orquesta de cámara de la Escuela Superior de las Artes de Zúrich en Suiza. (Profesor titular y puesto de por vida).
Ha hecho clases magistrales en instituciones como: Aurora en Suecia, Academia Nacional de música Australiana en Melbourne, Universidad de Griffith en Brisbane, Cursos de Música Internacional en Holanda, Centro Keshet Eilon en Israel, Conservatorio Vincenzo Bellini en Palermo, Universidad Perth, Porto Carras en Grecia, Silkroad Curso de verano Silkroad Summer Sessions, Conservatorio Sweelinck en Ámsterdam, Conservatorio de Sídney, Conservatorio Thessaloniki, Western Australian Academy de artes escénicas, entre otras .

## Concertista
Desde 1981, ha sido solista con una gran cantidad de renombradas orquestas en todo el mundo, incluidas: Orquesta Bruckner en Linz, Orquesta Radiofónica de la WDR de Colonia, Orquesta Sinfónica de KBS, Orquesta de Cámara de Lausana, Orquesta Sinfónica de Queensland, Orquesta Real del Concertgebouw y la Orquesta Filarmónica de Tokio.
Como solista, concertino y músico de cámara ha compartido escenario con afamados músicos como: Atar Arad, Joshua Bell, Douglas Boyd, Ronald Brautigam, Rudolf Buchbinder, Ricardo Chailly, Sir Colin Davis, Richard Dufallo, Thomas Demenga, Youri Egorov, Chiara Enderle, Dmitri Ferschtman, Lisa Ferschtman, Sir John Eliot Gardiner, Nikolaus Harnoncourt, Philippe Herreweghe, Godfried Hoogeveen,  Heinz Holliger, Maris Janssons, Alexander Kerr, Ulrich Koella, Ton Koopman, Hartmut Lindemann, Radu Lupu, Nikita Magaloff, Frederic Meinders, Wolfgang Sawallisch, Shlomo Mintz, Viktoria Mullova, Roger Norrington, Antoine Oomen, Gyorgy Pauk, Thomas Riebl, Nathaniel Rosen, Paul Rosenthal, Kurt Sanderling, Markus Stocker, Duncan McTier, Jan Willem de Vriend, Raphael Wallfisch, Thomas Zehetmair, Frank Peter Zimmermann, Jaap van Zweden, Conrad Zwicky, entre otros.

## Discografía
Rudolf Koelman ha hecho numerosas grabaciones para TV-, radio- y CDs, entre ellos una grabación en vivo de los 24 caprichos de Paganini.
- J.S. Bach, Eugène Ysaÿe, Edvard Grieg: sonatas para violín solo (Grieg con Ferenc Bognàr) 1984 (LP)
- Rudolf Koelman toca sus favoritos bises: 16 composiciones virtuosas con Ferenc Bognàr ORF, 1986 (LP-CD)
- Introducción y Rondo Caprichoso de Camille Saint-Saëns y Aires Gitanos de Pablo de Sarasate: con la Orquesta del Musikkollegium de Winterthur, 1988.
- Julius Conus: Concierto para violín en Mi menor, con la Orquesta Take One records, 1990 (En vivo)
- Fritz Kreisler: 16 obras maestras con Ulrich Koella, Ars, 1991.
- Johannes Brahms: Sonatas para violín y piano con Antoine Oomen, Ars, 1991.
- Serguéi Prokófiev: 2 Sonatas para violín y piano, con Antoine Oomen, Ars, 1993.
- Johannes Brahms, Gustav Mahler, Alfred Schnittke: Piano cuartetos, Wiediscon, 1994
- Antonio Vivaldi: Las cuatro estaciones, Ars, 1995.
- Niccolò Paganini: 24 Caprichos, (en vivo) Wiediscon, 1996 & Hänssler Classics, 2004, Naxos.
- Jean-Marie Leclair: 6 duosonatas con Henk Rubingh, TMD 099801, 1998
- "The Magic of Wood" con 15 instrumentos de Roberto Regazzi, Dynamic & Florenus, 2005.
- W.A. Mozart: 2 Dúos violín/viola con Conrad Zwicky Wiediscon, 2007
- Wieniawski: Concierto para violín n.º 2 en Re menor, Camille Saint-Saëns: Intr. y Rondo Capriccioso, Havanaise con la Orquesta de Cámara  Fremantle/Jessica Gethin FCO, 2008
- Niccolò Paganini: Conciertos para violín No.1 & No.2 con la Orquesta Sinfónica de los Países Bajos/Jan Willem de Vriend Challenge Classics CC72343. Esta grabación fue ganadora del  premio Edison por ser el álbum de música clásica más popular en los Países Bajos en 2010
- "10 years FCO" Pablo de Sarasate: Aires Gitanos, Maurice Ravel: Tzigane, Ernest Chausson: Poema Op. 25, Piotr Ilich Chaikovski: Souvenir d'un lieu cher Op. 42, con la Orquesta de Cámara Fremantle / Jessica Gethin, Christopher van Tuinen, Rubato Productions, 2015
- Serguéi Prokófiev: Conciertos para violín No.1 & No.2 con el Musikkollegium de Winterthur/Douglas Boyd, Challenge Classics CC72736, 2017